# Dene Olding
Dene Olding   (11 d'octubre de 1956) és un violinista australià. Ha tingut una destacada carrera com a solista a Austràlia, Nova Zelanda i els Estats Units, interpretant més de quaranta concerts en els darrers anys, incloses moltes estrenes mundials. És el concertista emèrit de l'Orquestra Simfònica de Sydney, primer violinista del quartet de corda Goldner i membre de l'Australia Ensemble.

## Biografia
Dene Olding és el fill de la parella que formen el duo de pianos Max Olding i Pamela Page. Inicialment es va formar a l'"Anglican Church Grammar School de Brisbane", però va marxar als 15 anys —dos anys abans que s'havia de graduar— per assistir a la "Juilliard School" de Nova York com a estudiant becat d'Ivan Galamian i Margaret Pardee. Es va graduar de Juilliard el 1978. Va assistir a classes magistrals amb Nathan Milstein i va tenir més classes amb Herman Krebbers i György Pauk.
Es va incorporar a l'Australia Ensemble el 1982 i, en aquella època, també dirigia l'Orquestra de Cambra d'Austràlia. El 1985 va rebre una beca Churchill per continuar els seus estudis musicals. Durant aquest any, va guanyar una medalla de bronze al concurs de música Queen Elisabeth de Bèlgica.
Va ser concertista de l'Orquestra Simfònica de Sydney del 1987 al 1994, i de nou del 2002 al 2016. Quan es va retirar va ser nomenat Concertmaster emèrit de l'orquestra. També és un concertista convidat freqüent de l'Orquestra Simfònica de Melbourne.
Dene Olding és escoltat regularment com a solista de totes les principals orquestres australianes i ha treballat amb directors com Edo de Waart, Stanisław Skrowaczewski, Stuart Challender, Sir Charles Mackerras, Jorge Mester, Günther Herbig, Werner Andreas Albert i David Porcelijn.
Va oferir les estrenes australianes de Chain 2 de Witold Lutosławski amb la direcció del compositor i els concerts per a violí d'Elliott Carter i Philip Glass. A més, ha presentat estrenes mundials de concerts per a violí de Ross Edwards (Maninyas, obra dedicada a Dene Olding) i Božidar Kos, i el doble concert per a violí i viola de Richard Mills, escrit per a ell i la seva dona, Irina Morozova.
Ha realitzat moltes gravacions, inclosa una de les sonates de Brahms, Beethoven i Mozart, amb el seu pare Max Olding. El seu enregistrament de Maninyas de Ross Edwards va guanyar el premi ARIA de 1994 a la millor gravació clàssica i el premi de Cannes. Va fer el primer enregistrament en CD de concerts de Frank Martin, Darius Milhaud i Samuel Barber. Ha enregistrat els concerts per a violí de Paul Hindemith amb la Queensland Symphony Orchestra de Werner Andreas Albert.
Va ser assessor artístic i president del jurat del premi "ABC Young Performers Award 2018", celebrat a l'Òpera de Sydney amb la Sydney Symphony Orchestra.
Toca un violí Joseph Guarnerius fabricat el 1720. Als enregistraments d'Edwards, Martin, Milhaud i Barber, va utilitzar el violí A. E. Smith que va heretar d'un concertista de la Sydney Symphony anterior, Ernest Llewellyn.
Ha dirigit la Sydney Symphony i l'Auckland Philharmonia Orchestra.

## Vida personal
Olding està casat amb Irina Morozova, violista del Goldner String Quartet i de l'Australia Ensemble. Junts tenen un fill, Nicolai. Olding és un practicant de l'Aikido.